# Cherry (azienda)
La Cherry GmbH è una società tedesca che progetta e costruisce periferiche per computer con sede a Auerbach in der Oberpfalz. Le tastiere con pulsanti sono rinomate con la tecnologia „MX-Technik“.

## Storia
La società nasce nel 1953 da Walter Cherry (1917–1996) a Highland Park (Illinois) negli USA col nome CHERRY Electrical Products e successivamente guidata dal figlio Peter. Nel 1963 nasce in Germania la CHERRY Mikroschalter GmbH.
Nel 1965 inizia la fornitura per l'industria automobilistica con tasti e pulsanti e stabilisce una nuova sede a Waukegan, Illinois. Nel 1972 viene creata una joint venture con la Hirose CHERRY Precision Company a Kawasaki in Giappone e poi nel Regno Unito con la CHERRY Electrical Products Ltd. Nel 1973 inizia la produzione di tastiere per computer.
Nel 1978 diventa una società per azioni. Nel 1979 la Cherry GmbH sposta la sede a Auerbach in der Oberpfalz.

### Cherry Corporation

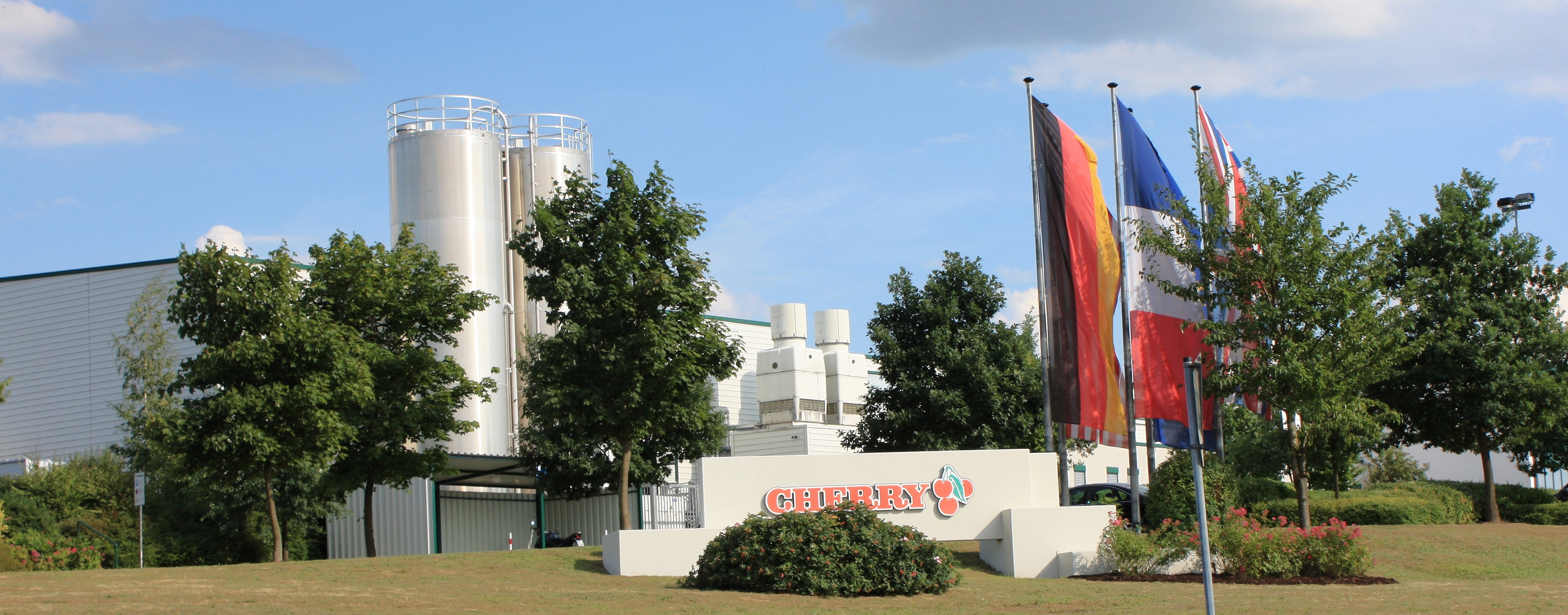
La fabbrica di Bayreuth, oggi ZF Friedrichshafen

La CHERRY Semiconductor viene nel 2000 venduta e la Cherry Corporation con sede a Pleasant Prairie (Wisconsin) ridiventa privata. La società continua nella produzione di componenti come tasti e pulsanti con le fabbriche in Europa e Asia. Cherry produziert seit 1967 Computertastaturen und ist nach eigenen Angaben der älteste noch aktive Tastaturenhersteller weltweit.
Nel 2007 il gruppo aveva 3.100 collaboratori dei quali la metà in Germania
La produzione in Germania si concentrava su componenti per l'industria automobilistica e il settore dell'elettrotecnica e elettronica, come era tradizione dell'azienda già negli USA nei decenni precedenti.

### ZF Electronics GmbH e ZF Friedrichshafen AG
Nel 2008 Peter Cherry vende la società alla ZF Friedrichshafen. In mano al colosso tedesco viene deciso il cambio di nome in ZF Electronics GmbH e la sede trasferita da Pleasant Prairie (Wisconsin) a Auerbach in der Oberpfalz. Nel 2011 avviene lo spin-off da parte di ZF Friedrichshafen AG.

### Cherry GmbH
Dal 1º gennaio 2016 la divisione „Computer Input Devices“ diventa Cherry GmbH mentre la divisione „Cherry Industrial Solutions“ (interruttori e sensori) rimane alla casa madre per il settore automobilistico. ZF Friedrichshafen dal 2017 non userà più il marchio Cherry.
La Cherry GmbH a fine 2016 con un management buyout. La ZF Friedrichshafen AG vende la propria quota alla GENUI GmbH di Amburgo.
Cherry fa parte della FIDO Alliance, dal 2013 standard industriale Universal Second Factor (U2F) per l'autenticazione a due fattori.

## Prodotti

### Periferiche computer

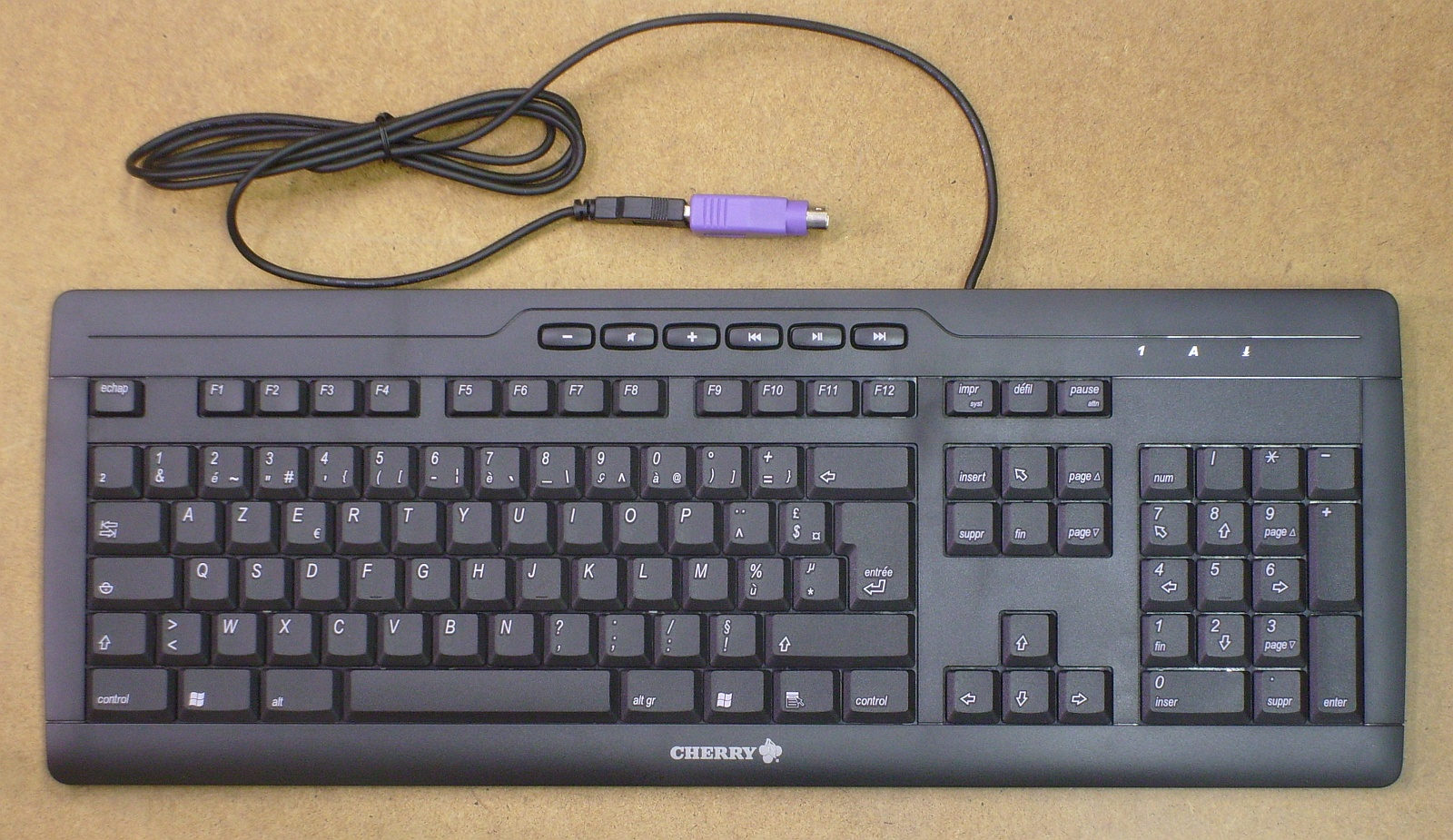
Tastiera per PC Cherry G85-23000FR-2, PS/2 e USB

Cherry rimane leader nella produzione di tastiere per computer, lettori di smart card e sensori biometrici per impronta digitale. Nel 2006 fornisce il Bundesamt für Sicherheit in der Informationstechnik (BSI) con i terminali smart ST-2000 e SmartBoard G83-6700 (PS/2) e SmartBoard G83-6744 (USB e lettore di smart card) prodotti certificati Common Criteria.
Cherry produce pulsanti per altri costruttori di tastiere come Razer e Das Keyboard.

### Cherry MX

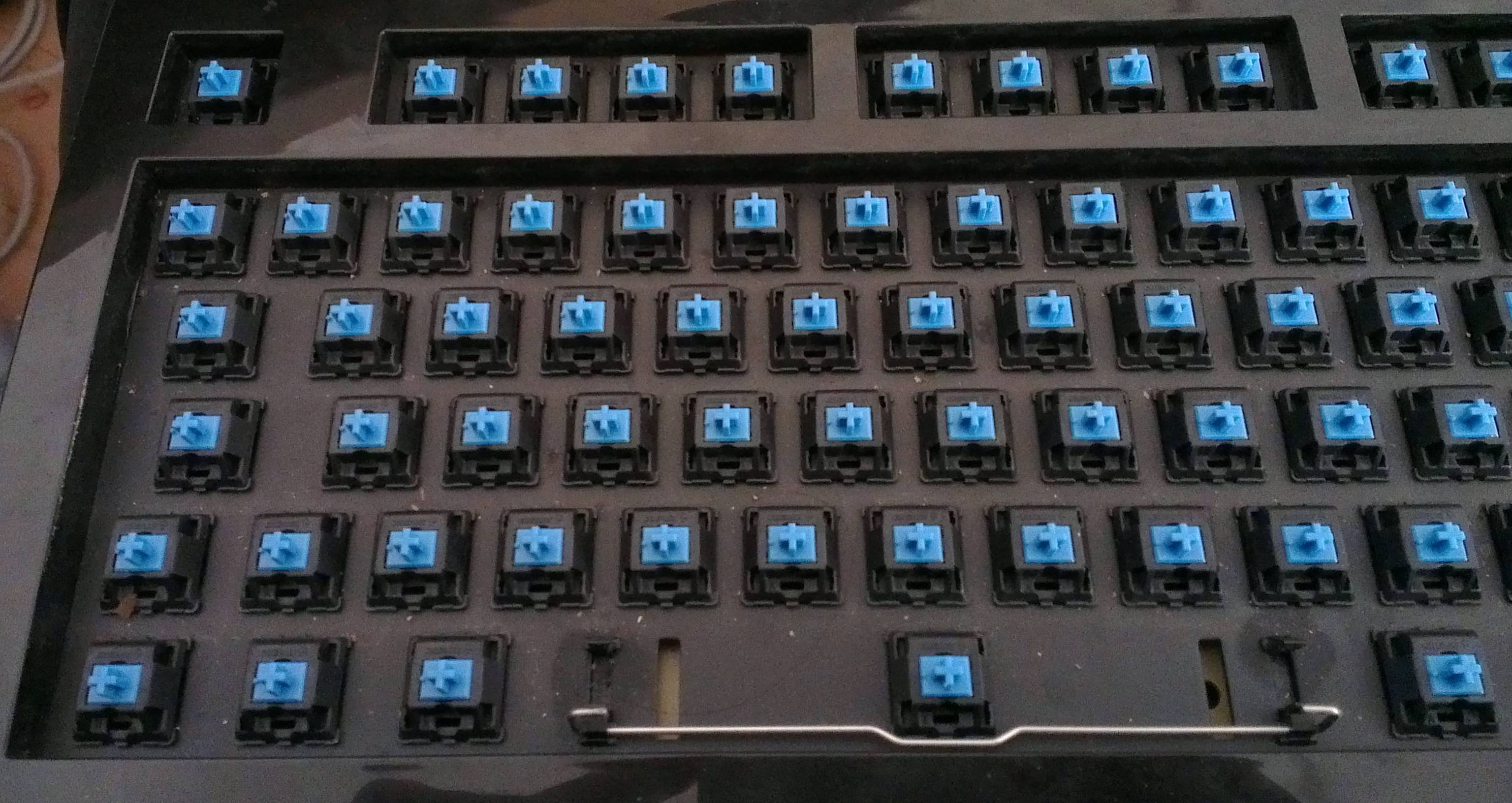
Cherry MX-Blue

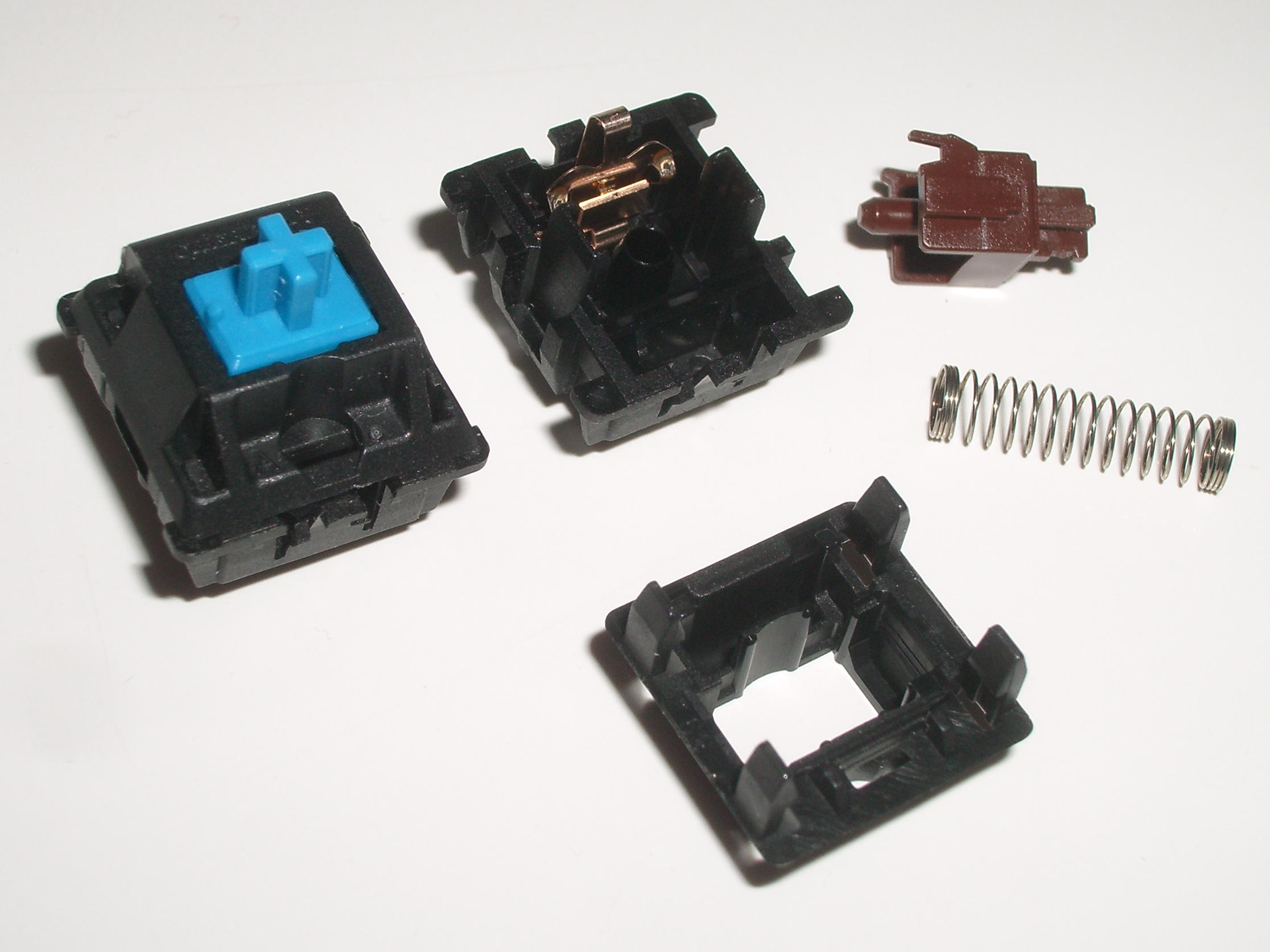
Cherry MX: Cherry MX Blue a sinistra e Cherry MX Brown smontato al centro e a destra

Cherry MX, assieme ai pulsanti ALPS e Buckling Spring (presenti nelle tastiere IBM Model M), è il sistema di tasti per tastiere da PC più diffuso. Cherry MX, è stato sviluppato fin dagli anni '80 e brevettato (Patent 4467160). È presente in diverse dimensioni e colori. È stato sviluppato dall'origine la possibilità di sentire il classico click per avere il feedback dell'avvenuto contatto. Cherry li garantisce per almeno 50 milioni di cicli di funzionamento.
| Modello                     | Colore        | Click          | Taktil | Corsa totale | Precorsa | Forza  | Articolo  | Impiego                                                                    |
| --------------------------- | ------------- | -------------- | ------ | ------------ | -------- | ------ | --------- | -------------------------------------------------------------------------- |
| Cherry MX Red               | rosso         | No             | No     | 4,0 mm       | 2,0 mm   | 45 cN  | MX1A-L1xx | Tastaturen (MX Original)                                                   |
| Cherry MX Red Low Profile   | rosso         | No             | No     | 3,2 mm       | 1,2 mm   | 45 cN  | MX1B-L2xx | Laptops und Tastaturen mit geringer Bauhöhe (MX Low Profile)               |
| Cherry MX Silent Rosso      | rosso-grigio  | No             | No     | 3,7 mm       | 1,9 mm   | 45 cN  | MX3A-L1xx | Tastaturen (MX Original)                                                   |
| Cherry MX Black             | Nero          | No             | No     | 4,0 mm       | 2,0 mm   | 60 cN  | MX1A-11xx | Tastaturen (MX Original)                                                   |
| Cherry MX Silent Black      | Nero-grigio   | No             | No     | 3,7 mm       | 1,9 mm   | 60 cN  | MX3A-11xx | Tastaturen (MX Original)                                                   |
| Cherry MX Brown             | marrone       | No             | Si     | 4,0 mm       | 2,0 mm   | 55 cN  | MX1A-G1xx | Tastaturen (MX Original)                                                   |
| Cherry MX Blue              | blu           | Si             | Si     | 4,0 mm       | 2,2 mm   | 60 cN  | MX1A-E1xx | Tastaturen (MX Original)                                                   |
| Cherry MX Speed Silver      | Bianco-grigio | No             | No     | 3,4 mm       | 1,2 mm   | 45 cN  | MX1A-51xx | Tastaturen (MX Original)                                                   |
| Cherry MX Low Profile Speed | Grigio-bianco | No             | No     | 3,2 mm       | 1,0 mm   | 45 cN  | MX1B-52xx | Laptops und Tastaturen mit geringer Bauhöhe (MX Low Profile)               |
| Cherry MX Green             | Verde         | si             | si     | 4,0 mm       | 2,2 mm   | 80 cN  | MX1A-F1xx | Leertaste bei Blueswitch-Tastaturen (MX Special)                           |
| Cherry MX Grey              | Grigio 39     | No             | Si     | 4,0 mm       | 2,0 mm   | 80 cN  | MX1A-D1xx | Leertaste bei Brownswitch-Tastaturen (MX Special)                          |
| Cherry MX Clear             | Neutro        | No             | Si     | 4,0 mm       | 2,0 mm   | 65 cN  | MX1A-C1xx | Leertaste bei Brownswitch-Tastaturen (MX Special)                          |
| Cherry MX Nature White      | Bianco        | No             | No     | 4,0 mm       | 2,0 mm   | 55 cN  | MX1A-41xx |                                                                            |
| Cherry MX Linear Grey       | Grigio 37     | No             | No     | 4,0 mm       | 2,0 mm   | 80 cN  | MX1A-21xx | Leertaste bei Blackswitch-Tastaturen                                       |
| Cherry MX White             | Bianco        | Si (attenuato) | Si     | 4,0 mm       | 2,2 mm   | 80 cN  | MX1A-A1xx |                                                                            |
| Cherry MX Click Grey        | Grigio 36     | Si (attenuato) | Si     | 4,0 mm       | 2,2 mm   | 105 cN | MX1A-B1xx | Leertaste bei Whiteswitch-Tastaturen                                       |
| Cherry MX Lock              |               | No             | No     | 4,2 mm       | 1,4 mm   | 60 cN  | MX1A-31xx | einrastende Variante zur Verwendung bei Feststelltasten (2015 eingestellt) |